# Le Monteil-au-Vicomte
Le Monteil-au-Vicomte település Franciaországban, Creuse megyében. Lakosainak száma 217 fő (2022. január 1.). Le Monteil-au-Vicomte Banize, Chavanat, Royère-de-Vassivière, Saint-Pierre-Bellevue, Saint-Yrieix-la-Montagne, Vallière és Vidaillat községekkel határos.

## Népesség
A település népességének változása:
| Lakosok száma | 289  | 287  | 248  | 225  | 207  | 204  | 201  | 200  | 213  | 217  |
|               | 1968 | 1982 | 1990 | 2006 | 2013 | 2015 | 2017 | 2019 | 2020 | 2022 |